# Spiterstulen

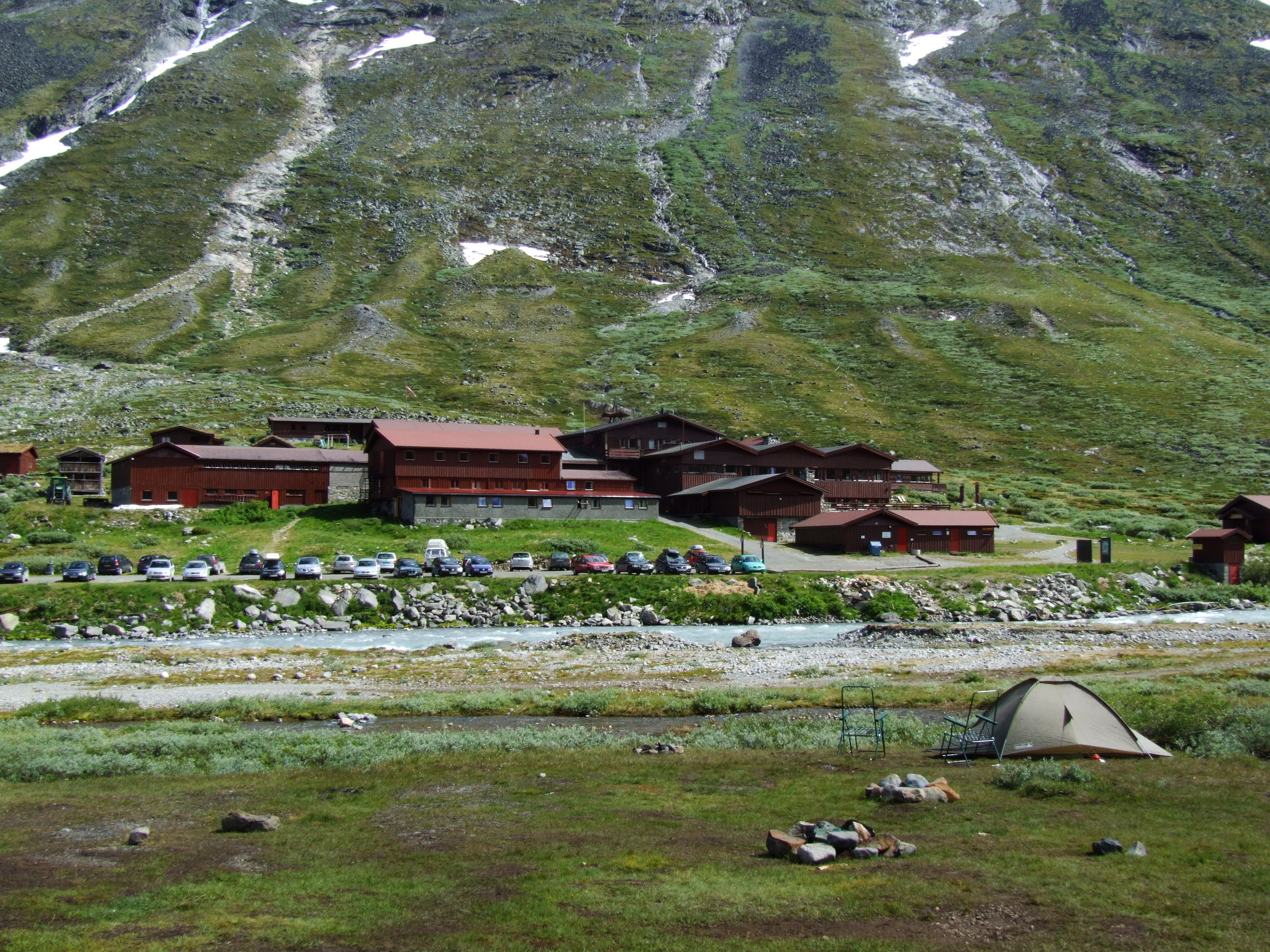
Spiterstulen

Spiterstulen es una antigua granja de montaña, ahora es una estación turística en el valle Visdalen en Lom en Oppland, Noruega. Spiterstulen está a 1,100 metros sobre el nivel del mar, entre las dos montañas más altas en Noruega, Galdhøpiggen y Glittertind. Es la cabina turística más grande en Jotunheimen, con alrededor 230 camas. Se puede llegar con coche.
Spiterstulen era originalmente una cabaña para pastores. En 1836 fue extendido para huéspedes por primera vez, desde que uno de los caminos utilizado para cruzar la montaña (el camino Visdalen que recorre 1490 m, ligeramente más alto que la ruta presente 55) pasó por allí. En 1881 fue construida una estación turística apropiada, la cual ha sido extendido varias veces.